# The Joy Girl

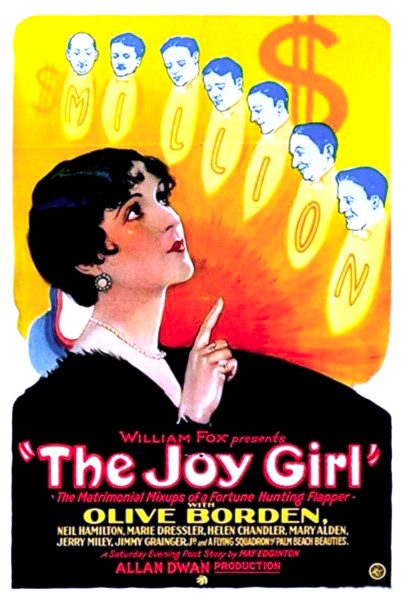
Cartell de la pel·lícula

The Joy Girl és una pel·lícula muda de la Fox dirigida per Allan Dwan i protagonitzada per Olive Borden, Neil Hamilton i Marie Dressler. Basada en el relat homònim de May Edginton, la pel·lícula es va estrenar el 3 de setembre de 1927. Per a Marie Dressler va suposar un rellançament de la seva carrera ja que feia nou anys que no apareixia en cap pel·lícula. En aquell moment, hi havia el costum de donar algun sobrenom a les principals actrius, igual que Mary Pickford va ser la núvia d’Amèrica, Clara Bow la “It” Girl, o Theda Bara “The Vamp”, Olive Borden va ser coneguda com la “Joy Girl”. Part de les escenes es van rodar en Technicolor de dos colors, específicament, fou la darrera pel·lícula rodada amb el segon procés de Technicolor abans que la companyia implementés un nou format millorat el 1928.

## Argument
Decidida a casar-se amb un milionari, Jewel Courage rebutja l'amor de John Fleet, el qual ella creu que és un xofer però en realitat és un milionari, i en canvi es casa amb un autèntic xofer que es fa passar per Fleet, el milionari. Malgrat el desengany es converteix en una gran dona de negocis. Al final Jewell i Fleet es retroben.

## Repartiment
- Olive Borden (Jewel Courage)
- Neil Hamilton (John Jeffrey Fleet)
- Marie Dressler (Mrs. Heath)
- Mary Alden (Mrs. Courage)
- William Norris (Herbert Courage)
- Helen Chandler (Flora)
- Jerry Miley (vicari)
- Frank Walsh (Hugh Sandman)
- Clarence Elmer (criat)
- Peggy Kelly (Isolde)
- Jimmy Grainger Jr. (xofer)
- Betty Byrne (no surt als crèdits)
- Ursula Fisher (no surt als crèdits)
- Edna Wilson (no surt als crèdits)